# مؤتمرات فكر
مؤتمر الفكر هو مؤتمرٌ يهدف إلى حضور نخبةٍ من القادة ورجال الأعمال والمفكّرين العرب والأجانب من مختلف أنحاء العالم لدعم التفاعل والحوار البنّاء بين مختلف المنظّمات والهيئات الدولية والإقليمية بما يحقّق حلم التكامل الاقتصادي العربي. يجمع مؤتمر الفكر السنوي تحت مظلّة مؤسسة الفكر العربي بين نخبةٍ من القادة والمفكّرين العرب والرواد في المجالات الاقتصادية، والثقافية، والتكنولوجية، والإعلامية، والتنموية، والحكومية مع نظرائهم من مختلف أنحاء العالم، لمناقشة التحوّلات التي تؤثّر على ثقافة التنمية في العالم العربي.

## أهداف مؤتمر الفكر السنوي
•جمع رجال الفكر والخبراء والمعنيّين بالقضايا المطروحة في المؤتمر لمناقشة سُبُل التطوّر في العالم العربي.
• العمل على إكساب التعاون العربي البيني ومع الخارج مزيدًا من الفاعليّة، والارتقاء به من مستوى التبادل إلى مستوى التنسيق والمعرفة والتكامل. 
• التأكيد على أهمية نشر القيم التي تساعد على إطلاق القدرات الكامنة لدى المواطن العربي.
• التأكيد على أهمية دور جيل الشباب، ودورهم في معالجة التحدّيات المترتّبة.
• الاهتمام بالأفكار الجديدة، والمبادرات، وتفعيل العلاقات من أجل تشجيع المشاركين على الانخراط في مؤتمرات فكرية مستقبلية.

## الرؤية والمهمة

### الرؤية
العمل على فكرٍ ليكون مقصدًا ومنهلاً لطرح المبادرات التي تُعنى بكلّ ما يتعلّق بثقافة المعرفة والعلوم والاقتصاد والطب والإدارة والإعلام، لتصبح هذه المبادرات واقعًا ملموسًا وإيجابيًّا داخل مجتمعات العالم العربي، تنتفع به الأجيال القادمة.

### المهمة
حوارٌ راقٍ ومسؤولٌ متميّزٌ عربيًّا وعالميًّا، يجمع بين الأصالة والمعاصر، ويقود الفكر لإنجاز مستقبلٍ واعدٍ للنهوض بالإنسان العربي.

## الإنجازات
■المؤتمر السنوي " فكر "
■مقهى الشباب السنوي
■جائزة الإبداع العربي
■التقرير العربي للتنمية الثقافية 
■ترجمة كتاب ”أوضاع العالم 2008“
■المنتدى العربي للتربية والتعليم
■المنتدى العربي للترجمة
■مشروع ”تمام“: مشروع بحثي حول التطوير التربوي المستنِد إلى المدرسة في العالم العربي 
■مبادرة التعليم الرقمي بالتعاون مع شركة إنتل
■مشاريع بحثية حول التطوير التربوي في العالم العربي.

## وصلات خارجية
- موقع مؤتمرات فكر